# Poeta denotalis
Poeta denotalis är en fjärilsart som beskrevs av Walker 1865. Poeta denotalis ingår i släktet Poeta och familjen nattflyn. Inga underarter finns listade i Catalogue of Life.